# Uniwersytet Południowego Pacyfiku
Uniwersytet Południowego Pacyfiku (ang. University of the South Pacific – USP) – publiczna szkoła wyższa z obiektami w dwunastu krajach Oceanii, międzynarodowe centrum badań nad kulturą i środowiskiem naturalnym rejonu Oceanu Spokojnego.
Uniwersytet należy do 12 państw wyspiarskich Pacyfiku: Fidżi, Kiribati, Nauru, Niue, Samoa, Tonga, Tuvalu, Vanuatu, Wysp Cooka, Wysp Marshalla, Wysp Salomona i Tokelau. Posiada kampusy we wszystkich 12 państwach. Najstarszy i największy kampus na Laukali został utworzony w 1968 r. w budynkach byłej bazy wojskowej. W roku 2005 ogłoszono plany budowy kosztem 6 000 000 USD kampusu na Wyspach Marshalla, pierwszego obiektu uczelni na Północnym Pacyfiku.